# Herca (město)
Herca (rumunsky Herţa, ukrajinsky Герца) je město v Černovické oblasti na jihozápadní Ukrajině v těsném sousedství rumunských hranic, středisko historického území Herca a do roku 2020 také centrum Hercajského rajónu. Žije zde 2 030 obyvatel, z nichž většina jsou Rumuni.

## Galerie

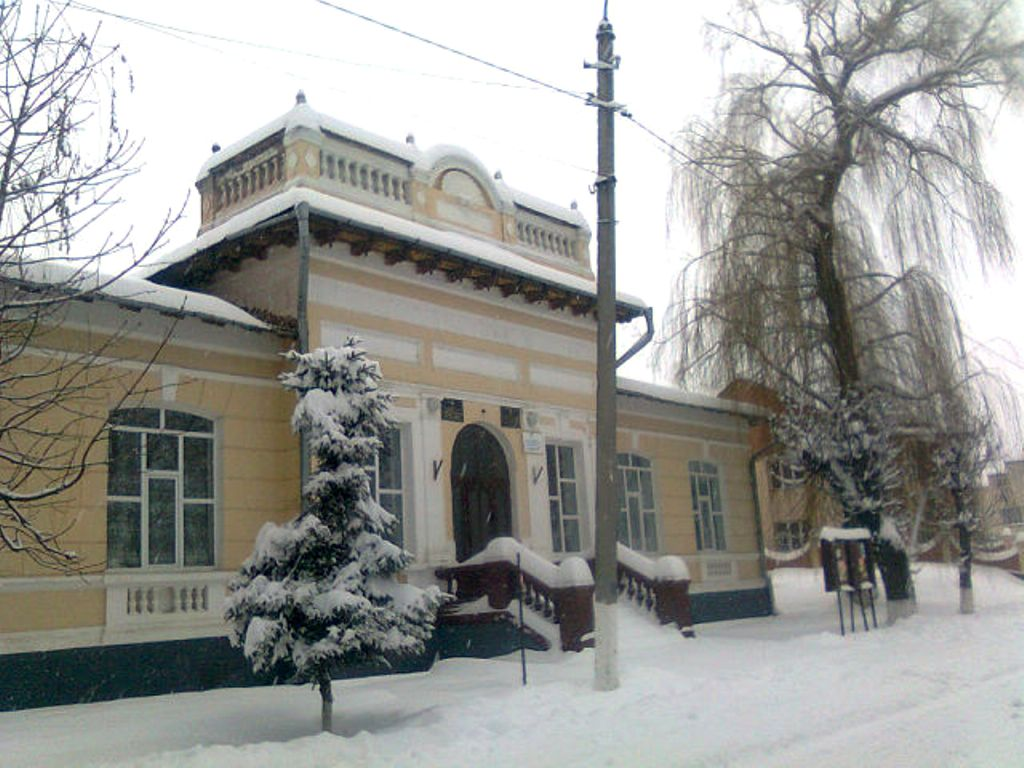
Bývalá synagoga, nyní Palác kultury